# U-332
Unterseeboot 332 foi um submarino alemão do Tipo VIIC, pertencente a Kriegsmarine que atuou durante a Segunda Guerra Mundial.

## Comandantes
| Comandante               | Data                                        |
| ------------------------ | ------------------------------------------- |
| Kptlt. Johannes Liebe    | 7 de junho de 1941 - 27 de janeiro de 1943  |
| Oblt. Eberhard Hüttemann | 27 de janeiro de 1943 - 29 de abril de 1943 |

## Subordinação
Durante o seu tempo de serviço, esteve subordinado às seguintes flotilhas:
| Período                                    | Flotilha                                  |
| ------------------------------------------ | ----------------------------------------- |
| 7 de junho de 1941 - 1 de outubro de 1941  | 3. Unterseebootsflottille (treinamento)   |
| 1 de outubro de 1941 - 29 de abril de 1943 | 3. Unterseebootsflottille (serviço ativo) |

## Operações conjuntas de ataque
O U-332 participou das seguinte operações de ataque combinado durante a sua carreira:
- Rudeltaktik Störtebecker (17 de novembro de 1941 - 19 de novembro de 1941)
- Rudeltaktik Benecke (19 de novembro de 1941 - 2 de dezembro de 1941)
- Rudeltaktik Hartherz (3 de fevereiro de 1943 - 7 de fevereiro de 1943)
- Rudeltaktik Ritter (11 de fevereiro de 1943 - 23 de fevereiro de 1943)
- Rudeltaktik Sturmbock (23 de fevereiro de 1943 - 26 de fevereiro de 1943)
- Rudeltaktik Burggraf (2 de março de 1943 - 5 de março de 1943)
- Rudeltaktik Westmark (6 de março de 1943 - 11 de março de 1943)
- Rudeltaktik Drossel (29 de abril de 1943 - 29 de abril de 1943)